# Lasara Sowu
Lasara Sowu is een bestuurslaag in het regentschap Gunungsitoli van de provincie Noord-Sumatra, Indonesië. Lasara Sowu telt 2072 inwoners (volkstelling 2010).